# Casasia acunae
Casasia acunae är en måreväxtart som beskrevs av M.Fernández Zeq. och A.Borhidi. Casasia acunae ingår i släktet Casasia och familjen måreväxter. Inga underarter finns listade i Catalogue of Life.